# Manchester Ship Canal

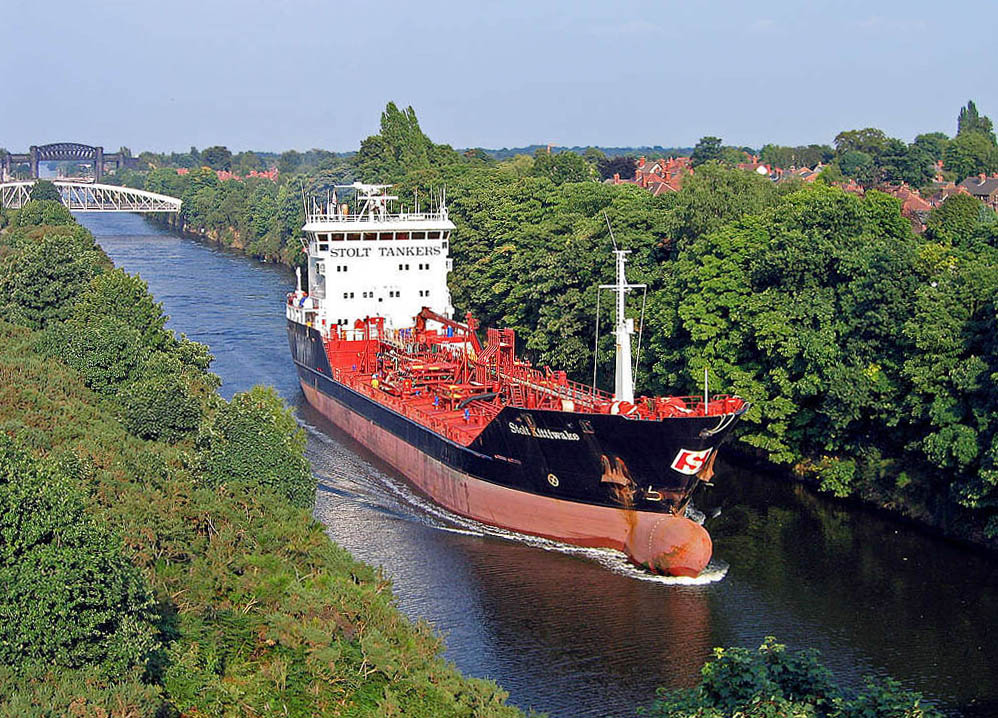
Nava Stolt Kittiwake îndreptându-se către estuarul Mersey

Manchester Ship Canal este un canal de navigație situat în nord-vestul Angliei.
Având o lungime de 58 km, este destinat unui acces direct la mare.
Construcția sa a început în 1887 și a costat 15 milioane de lire sterline (echivalentul a 1,65 miliarde de lire la nivelul anului 2011).  
A fost dat în funcțiune la 1 ianuarie 1894.
În acea epocă, era cel mai mare canal de navigație din lume.